# Lampranthus dilutus
Lampranthus dilutus är en isörtsväxtart som beskrevs av Nicholas Edward Brown. Lampranthus dilutus ingår i släktet Lampranthus och familjen isörtsväxter. Inga underarter finns listade i Catalogue of Life.